# Puceron cendré du pommier
Dysaphis plantaginea
Espèce
Le puceron cendré du pommier ou puceron rose du pommier (Dysaphis plantaginea) est une espèce d'insectes hémiptères, un gros puceron aptère diœcique de 2,5 mm. Il n'est nuisible qu'au pommier ; les plantes-hôtes secondaires sont le plantain (notamment Plantago lanceolata) mais parfois aussi les rumex et le cerfeuil.

## Description

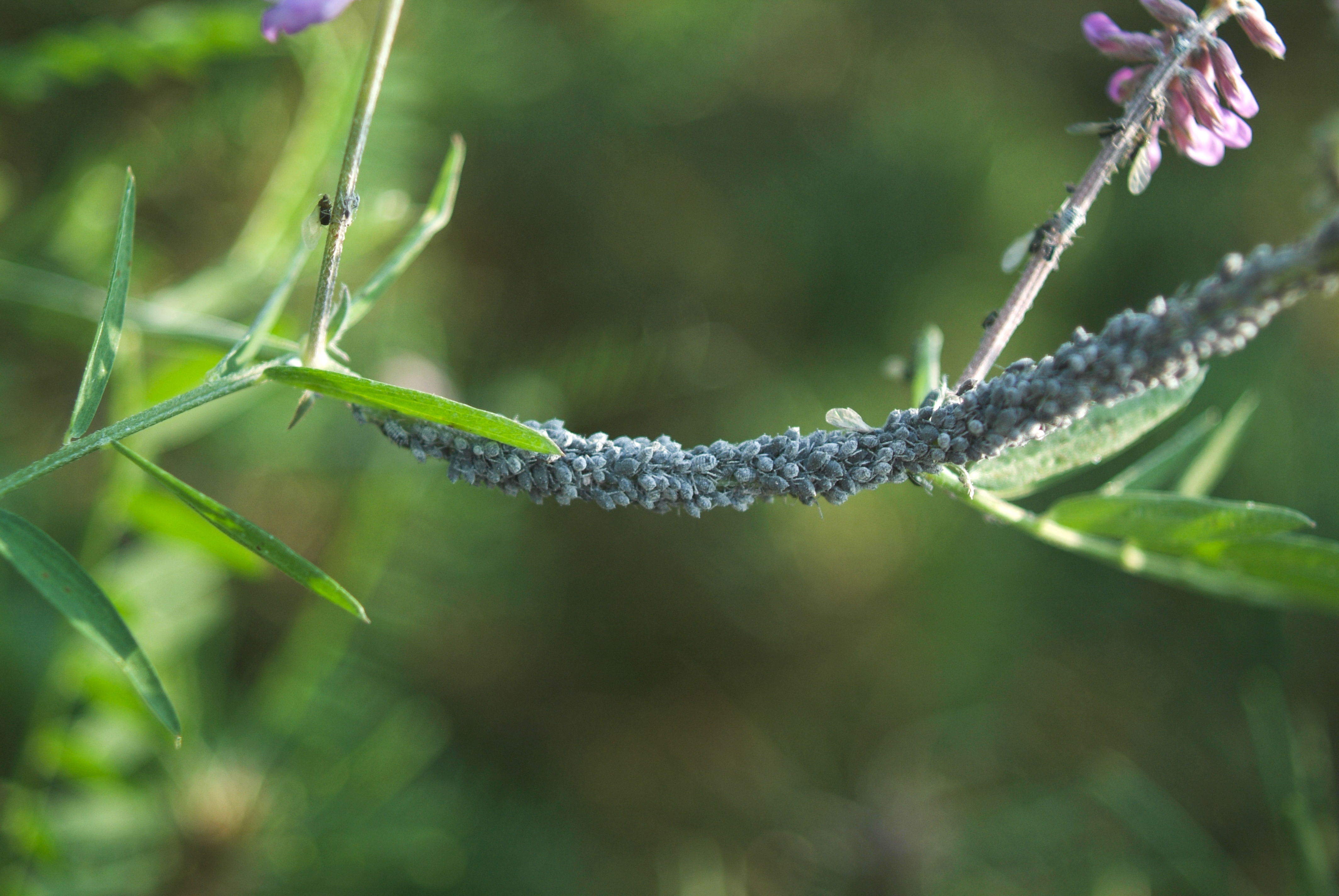

L'adulte ailé est vert foncé avec une tache brillante au milieu de l'abdomen. Il est globuleux, vert-olive-violacé à mauve, recouvert d'une pubescence blanchâtre. Il a de longues cornicules marron foncé ; cauda très courte, fortement conique.
Ses œufs sont allongés et noirs.

## Biologie
L'œuf d'hiver est déposé en automne à la base des bourgeons ou sous les écorces des bois de deux à quatre ans. Il éclot lors du gonflement des bourgeons, donnant une fondatrice, qui engendre par parthénogenèse, environ 70 virgines aptères.
D'importantes colonies se développent à la face inférieure des feuilles ou sur les rameaux. Les virgines aptères engendrent des sexupares aptères, ailés, et des mâles (polymorphisme). Les ailes mesurent pratiquement le double de la longueur du corps. Les ailés, dont la proportion augmente progressivement, migrent sur le plantain. La dispersion des formes aptères sur d'autres arbres est assurée par le vent.

## Cycle de vie
On compte 6 à 9 générations par an.
Les colonies se forment au mois d'avril, au moment de la floraison du pommier. Les ailés apparaissent fin mai et migrent sur le plantain jusqu'à fin juillet.
A l’automne, comme tous les pucerons diœciques, les adultes ailés retournent sur les feuilles des pommiers et sont à l'origine des œufs d'hiver qui correspondent à la forme hivernante. Pour cette raison, les variétés de pommier à cycle long (celles qui gardent leurs feuilles tardivement à l’automne) comme Granny Smith ou Pink Lady‚ sont plus sensibles aux pucerons cendrés.

## Dégâts
Le puceron cendré est le plus dangereux des pucerons du pommier en raison de son potentiel de multiplication élevé et de sa grande nuisibilité. Des populations relativement faibles provoquent déjà un fort enroulement des feuilles. Ce puceron provoque, par ses piqûres, de graves déformations des organes végétaux. Les feuilles se recroquevillent et peuvent tomber, les rameaux sont déformés, la chute physiologique est contrariée, les fruits restent nombreux, mais petits et bosselés.
Par ailleurs, ce puceron rejette un abondant miellat sur lequel se développe la fumagine.

## Traitements
La lutte classique contre les pucerons diœciques consiste en la réalisation de traitements à base d’huile minérale en sortie d’hiver sur les œufs et les premiers stades larvaires, pour limiter la pression. Et lorsque cela est nécessaire et que des matières actives homologuées existent, des traitements insecticides sont réalisés en complément plus tard en saison. Attention, la plupart des insecticides systémiques ne sont en réalité que systémiques ascendants, c'est-à-dire qu'ils remontent la tige depuis là ou ils ont été assimilés vers les terminaisons des branches. Il est donc recommandé de se concentrer sur les parties basses des couronnes proches du tronc, d'où les infestations s'étendent par la suite.
En agriculture biologique, on utilise à l’automne l'effeuillage ou de l’argile kaolinite calcinée (SOKALCIARBO : Seul produit commercial autorisé) en pulvérisation pour former une couche protectrice sur les feuilles de pommiers lors de la migration des individus sexués du puceron de son hôte secondaire (le plantain dans le cas du puceron cendré) vers l’hôte primaire (le pommier). Ainsi, les pucerons ne semblent plus considérer les pommiers recouverts de cette pellicule d’argile comme leur hôte primaire. En Suisse, la liste des intrants 2019 pour l’agriculture biologique autorise des produits dont le principe actif est l'Azadirachtine tirée du neem, arbre tropical aussi appelé margousier.
Certaines variétés telles que 'Goldrush', 'Florina' ou 'Galarina' sont réputées résistantes au puceron cendré du pommier.
Depuis 2015, le projet de recherche européen EcoOrchard explore l'effet de l'installation de bandes fleuries dans les interlignes de vergers afin de favoriser une présence permanente de nombreux auxiliaires, spécialisé ou polyvalents.